# Karol Struski
Karol Struski, né le 18 janvier 2001 à Lublin en Pologne, est un footballeur international polonais qui évolue au poste de milieu central au Raków Częstochowa.

## Biographie

### En club
Né à Lublin en Pologne, Karol Struski est formé par le Jagiellonia Białystok. Le 3 mars 2020, il joue son premier match avec l'équipe première du Jagiellonia Białystok, contre le Pogoń Szczecin, lors d'une rencontre de première division polonaise. Il entre en jeu à la place de Przemysław Mystkowski (en) et son équipe s'impose par deux buts à un.
Lors de l'été 2022, Karol Struski rejoint Chypre afin de s'engager en faveur de l'Aris Limassol. Le transfert est annoncé dès le 2 juin 2022 et il signe un contrat de quatre ans, soit jusqu'en juin 2026.
Il inscrit son premier but pour le club le 23 octobre 2022, lors d'une rencontre de championnat face au Énosis Néon Paralímni. Titulaire, il marque le but égalisateur alors que son équipe était menée (victoire de l'Aris 2-1, score final).
Lors de cette saison 2022-23, Struski participe au sacre historique de son club, l'Aris Limassol remportant pour la première fois de son histoire le championnat de Chypre.
Annoncé depuis plusieurs jours, le transfert de Karol Struski au Raków Częstochowa est officialisé le 20 juin 2025. Le milieu de terrain fait son retour au pays, signant avec son nouveau club un contrat courant jusqu'en juin 2029.

### En sélection
Karol Struski représente l'équipe de Pologne des moins de 20 ans entre 2021 et 2022. Il joue un total de sept matchs avec cette sélection, et marque un but.

## Palmarès
Aris Limassol
- Championnat de Chypre (1) :
  - Champion : 2022-23.